# Peter Bergmann
Peter Gabriel Bergmann (Berlín, 24 de marzo de 1915-Seattle, 19 de octubre de 2002) fue un físico germano-estadounidense mejor conocido por su trabajo con Albert Einstein en una teoría de campo unificado que abarca todas las interacciones físicas. También introdujo restricciones primarias y secundarias en la mecánica.

## Biografía

### Primeros años
Nació en el seno de una familia judía en Berlín, conformada por Max Bergmann, un profesor de bioquímica, y Emmy Bergmann, una pediatra. Su padre sería más tarde profesor de química en el Instituto Rockefeller de Investigación Médica. Comenzó la universidad en 1931, a la edad de 16 años, en Technische Hochschule (ahora Universidad Politécnica de Dresde) bajo la tutoría de Harry Dember. Obtuvo su doctorado a la edad de 21 años en la Universidad Alemana de Praga en 1936 bajo la dirección de Philipp Frank.
Su familia se dispersó por todo el mundo durante el dominio nazi; su hermana Clara se quedó atrás y finalmente fue asesinada en Auschwitz.

### Carrera
Su asociación con Einstein comenzó sin su conocimiento en 1933, cuando su madre le envió una carta a Einstein, que entonces se encontraba en Bélgica escondiéndose de los nazis. El contactó nuevamente con Einstein en 1935 y llegó a Estados Unidos en 1936. Trabajó con Einstein, como su asistente de investigación, en el Instituto de Estudios Avanzados desde octubre de 1936 hasta junio de 1941.
Después de ser asistente en Princeton, enseñó en Black Mountain College y Lehigh University (1941-1944). De 1944 a 1947, participó en investigaciones bélicas sobre el sonido submarino en la Universidad de Columbia y en el Instituto Oceanográfico Woods Hole.
Fue profesor en la Universidad de Siracusa de 1947 a 1982, donde fue asesor de 32 estudiantes de doctorado, entre ellos Joel Lebowitz, Pantur Silaban, John Boardman, Ezra T. Newman y Rainer K. Sachs.
En 1947, ningún departamento de física de Estados Unidos tenía un centro de investigación en relatividad general. En Siracusa, estableció uno de los primeros centros de investigación dedicados al estudio de la teoría general de la relatividad para conciliarla con la teoría cuántica. Un artículo de Physical Review de 1949 sobre su programa contenía las ideas clave de la relatividad general canónica no perturbativa. Durante el resto de su carrera orientó sus investigaciones hacia esos conceptos. Le preocupaba la interpretación de la covarianza general e inició la búsqueda de observables cuyas relaciones de conmutación sean necesarias para la cuantificación exitosa de la gravedad. El y sus estudiantes fueron los principales contribuyentes a la literatura sobre la relatividad general hasta mediados de la década de 1950. Veinte años después, había más de una docena de centros de investigación de la relatividad general y ahora está en la corriente principal de la investigación física actual.
Cuando Edward P. Tryon publicó en 1973 un artículo en Nature titulado "¿Es el universo una fluctuación del vacío?”, Tryon menciona cómo aprendió de Bergmann cómo nuestro universo podría haber comenzado con energía cero y no contradecir la ley de conservación de la energía porque la energía de masa es positiva y la energía gravitacional es negativa y se cancelan entre sí, por lo que nuestro universo podría comenzar. con energía cero.
Después de retirarse de Siracusa, le dieron un espacio de escritorio en la Universidad de Nueva York, donde trabajó con su amigo cercano, el físico Engelbert Schucking hasta 1999.
Tenía un número de Erdős de 2 (a través de Ernst G. Straus a Paul Erdős).

## Publicaciones
En 1942, publicó el primer libro de texto sobre la relatividad general, Introducción a la teoría de la relatividad, con un prólogo de Einstein. La segunda edición de este libro fue publicada por Dover Publications en 1976.
Sus otros libros de texto fueron:
- El enigma de la gravitación ( Publicaciones de Dover, OCLC, 1993)
- Teorías básicas de la física ( Prentice Hall, OCLC, 1951)
- Albert Einstein: su influencia en la física, la filosofía y la política con Peter C. Aichelburg y Roman Ulrich Sexl (Vieweg, OCLC 1979).

## Premios y honores
Recibió póstumamente el Premio Einstein inaugural en 2003 junto con John A. Wheeler por "investigaciones pioneras en relatividad general, incluida la radiación gravitacional, los agujeros negros, las singularidades del espacio-tiempo y las simetrías en las ecuaciones de Einstein, y por su liderazgo e inspiración para generaciones de investigadores en relatividad general". Se enteró de que había ganado el premio poco antes de su fallecimiento.